# ウトナーガン

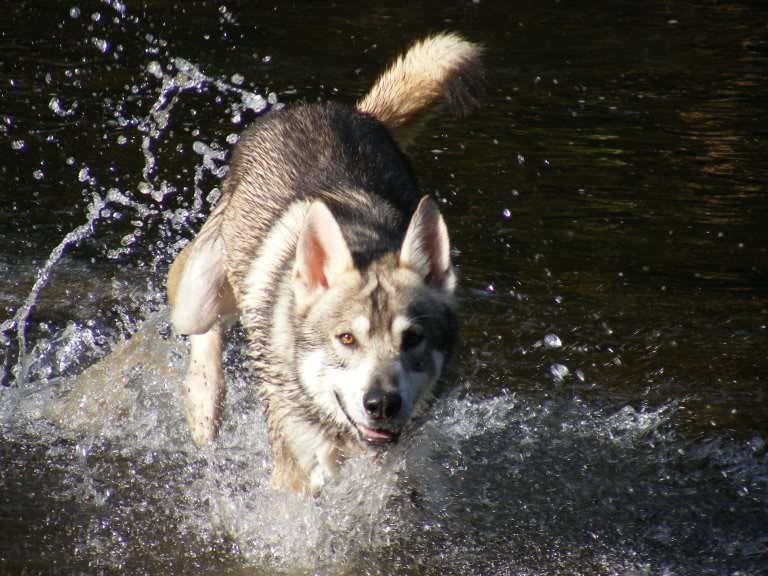
ウトナーガン

ウトナーガン（英: Utonagan）は、イギリスのイングランド原産の犬種である。同国原産のノーザン・イヌイット・ドッグはこれの兄弟種で、それと同じく本種もオオカミに『似せて』作られた。

## 歴史
ノーザン・イヌイット・ドッグと途中まで歴史を共有する。ウトナーガンの起点は一時的なブームによってノーザン・イヌイット・ドッグが悪質なブリーダーによって乱繁殖されて犬質が大きく低下した際、革新的な一部の愛好家が犬種クラブを退会して即急な犬質の回復を目的とした改良を行ったことである。当時ノーザン・イヌイット・ドッグは遺伝子プールの狭さに悩まされていたため、ジャーマン・シェパード・ドッグなどの作出に使われた犬種を少々交配させて遺伝子プールの改善を行い、独自の改良が行われた。
この後にノーザン・イヌイット・ドッグの犬種クラブ本部もノーザン・イヌイットの犬質の向上を行う目的で作出に使われた犬種の血を導入して改良を行い、犬質を回復させる事に成功したが、先に改良が行われた方とは違う割合の血を導入して犬質改善が行われたため最終的にはそれぞれが別の犬種として発展し、先に改良が行われた本種は協会名にちなんでウトナーガンと呼ばれるようになった。
ウトナーガンは犬ぞりやドッグスポーツに使われる犬種であるが、飼育頭数は原産地のイングランドにおいても少なく、希少な犬種である。そのため、ウトナーガン協会はブリーディングや血統の管理などだけではなく、インターネット等を使用して世界的な知名度を上げるための活動も行っている。

## 特徴
ノーザン・イヌイット・ドッグと同じく容姿はオオカミに似ているが、アンダーコートはやや粗く、耳が小さい。立ち耳・ふさふさした垂れ尾でコートは厚い長毛、毛色はシルバー地にクリーム又は茶系色のマーキングが入ったものなどがある。大型犬サイズで性格は外交的で人懐こく、他の犬とも仲良くすることが出来る。運動神経がよく、運動量も多い。

## 参考
- 英語版記事　 03:45, 31 January 2009版